# Tityus canopensis
Espèce
Tityus canopensis est une espèce de scorpions de la famille des Buthidae.

## Distribution
Cette espèce est endémique de l'État d'Amazonas au Brésil.

## Étymologie
Son nom d'espèce, composé de canop[e] et du suffixe latin -ensis, « qui vit dans, qui habite », lui a été donné en référence au lieu de sa découverte, la canopée.

## Publication originale
- Lourenço & Pézier, 2002 : « Addition to the scorpion fauna of the Manaus region (Brazil), with a description of two new species of Tityus from the canopy. » Amazoniana, vol. 17, no 1/2, p. 177-186.